# Хардкор-реп
Хардко́р-реп, або хардкор хіп-хоп — різновид хіп-хоп-музики, що виник у 1980-х роках на східному узбережжі США.

## Історія
Засновниками цієї течії вважаються такі гурти як Run–D.M.C., Schoolly D, Boogie Down Productions, Spoonie Gee, Public Enemy і Kool G Rap. Предтечею хардкор-репу вважається гангста-реп, проте перший відрізняється ще більшою жорсткістю текстів пісень.
Хардкор-реп характеризується важким бітом, гучними семплами і хаотичним звукозаписом. За манерою виконання близький до гангста-репу. У текстах переважають похмурі настрої і описи жорсткого навколишнього середовища міста, нерідко оспівується насильство, бійки, наркоманія, присутня ненормативна лексика, хоча іноді (але не так часто) зустрічаються тексти гумористичного змісту.